# Jongam-dong
Jongam-dong (koreanska: 종암동) är en stadsdel i Sydkoreas huvudstad Seoul. Den ligger i stadsdistriktet Seongbuk-gu nordöst om centrala Seoul.